# تایلان کودیئیروپو
تایلان کودیئیروپو (به لاتین: Thayilan Kudiyiruppu) یک منطقهٔ مسکونی در سری‌لانکا است که در استان شمالی (سری‌لانکا) واقع شده‌است.